# Społeczność Chrześcijańska
Społeczność Chrześcijańska – protestanckie towarzystwo religijne o charakterze pietystycznym powstałe w początkach XX wieku na Śląsku Cieszyńskim. 

## Historia
W 1904 w ramach Kościoła luterańskiego powstała na Śląsku Cieszyńskim „Społeczność Chrześcijańska”. Jej duchowym opiekunem był ks. Karol Kulisz. 8 lutego 1906 dokonano wyboru Zarządu Społeczności, oraz jej przewodniczącego – Franciszek Tyrlik. Program Społeczności Chrześcijańskiej zakładał pozostanie w macierzystym Kościele i dążenie do jego odrodzenia religijnego.

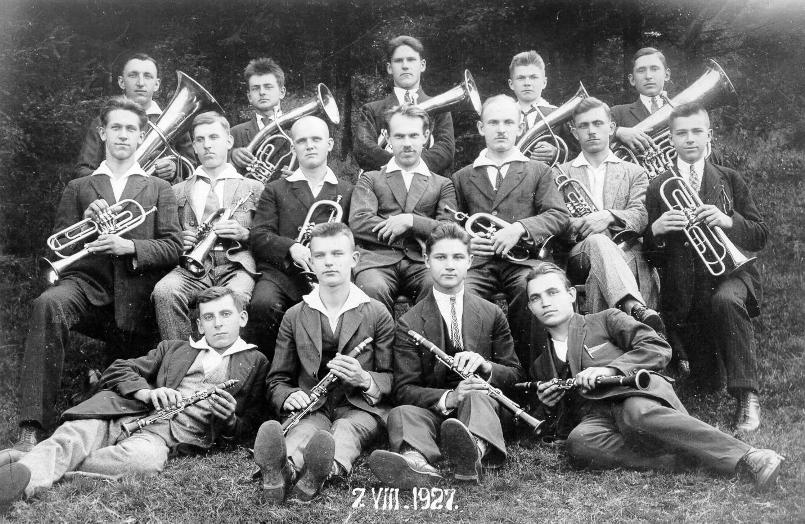
Orkiestra dęta Społeczności Chrześcijańskiej w Oldrzychowicach

W 1906 Społeczność wydała własny kancjonał pt. Harfa syońska. Śpiewnik dla użytku misyi wewnętrznej, później wielokrotnie wznawiany. Po wyłączeniu kilku osób ze Społeczności Chrześcijańskiej powstała odrębna grupa nazwana Związkiem dla Stanowczych Chrześcijan.
W czasie II wojny światowej działalność towarzystw religijnych została zawieszona, a więc także Społeczności Chrześcijańskiej jak i Związku Stanowczych Chrześcijan. Po II wojnie światowej rozpoczęły się dążenia do zjednoczenia Społeczności Chrześcijan ze Związkiem Stanowczych Chrześcijan oraz z kierownictwem Kościoła.
17 maja 1947 w Czeskim Cieszynie odbyło się spotkanie przedstawicieli Społeczności Chrześcijańskiej i Związku Stanowczych Chrześcijan. 3 kwietnia 1950 roku kierownictwo Kościoła Ewangelickiego zadecydowało, że działalność towarzystwa Społeczność Chrześcijańska, zostanie włączona w ramy działalności Kościoła w formie wewnętrznej misji. 
W Czechosłowacji znaczącym działaczem Społeczności Chrześcijańskiej był ks. Władysław Santarius.
30 listopada 1990 spotkała się konferencja pracowników misji wewnętrznej, która zadecydowała o reaktywowaniu Społeczności Chrześcijańskiej w Czechach. Rejestracji stowarzyszenia Křesťanské společenství – Społeczność Chrześcijańska dokonało Ministerstwo Spraw Wewnętrznych w Pradze 13 lutego 1991.
W Polsce za spadkobiercę Społeczności Chrześcijańskiej uważa się Centrum Misji i Ewangelizacji Kościoła Ewangelicko-Augsburskiego.

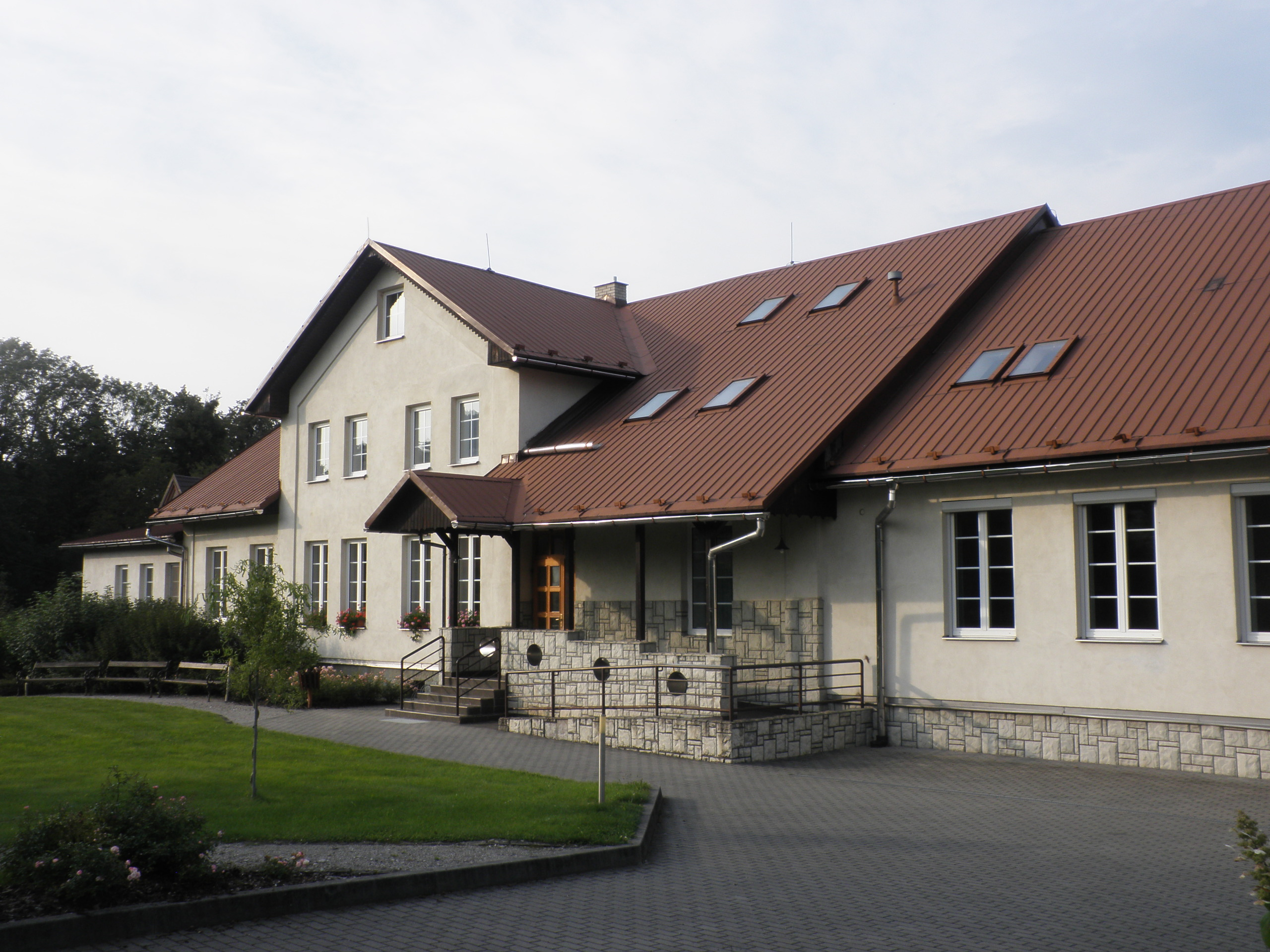
Ośrodek Społeczności Chrześcijańskiej Karmel w Śmiłowicach

## Przewodniczący Społeczności Chrześcijańskiej (Polska)
- w 1930 – dr Jan Stebel
- do 1947 – Paweł Pilch
- od 1947 – Andrzej Cymorek

## Przewodniczący KS-SCh (Czechy)
- 1990–1998 – Gustaw Hławiczka (1924–2007)
- 1998–2008 – Jan Tomala (*1953)
- 2008–2013 – Jerzy Rusz (*1952)
- 2013–2019 – Milan Pecka (*1945)
- od 2019 – Pavel Kaczmarczyk (*1969)